# Udea lenta
Udea lenta là một loài bướm đêm trong họ Crambidae.